# Al-Chulafā'-Moschee

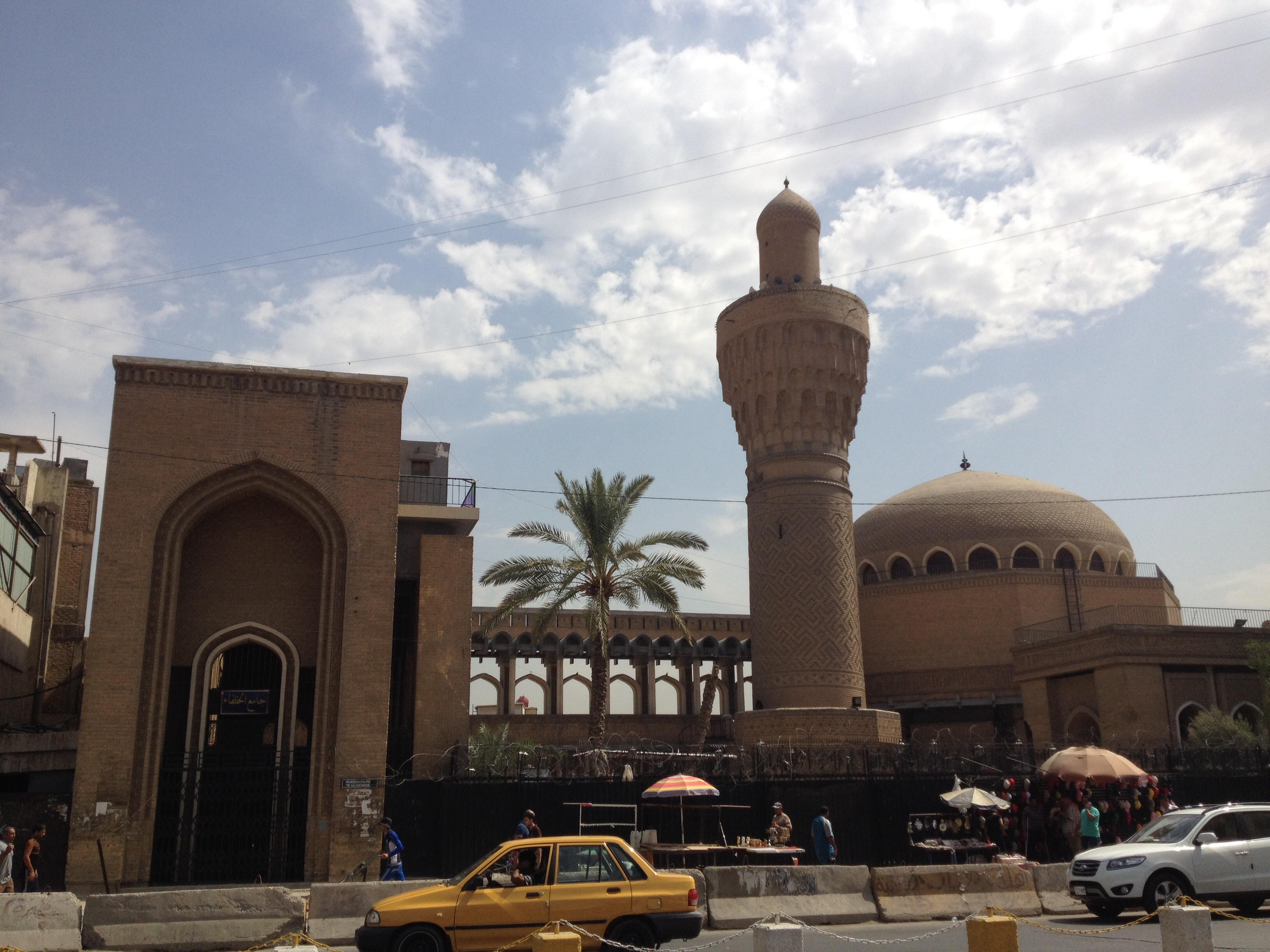
al-Chulafā'-Moschee in Bagdad

Die al-Chulafā'-Moschee oder al-Khulafa-Moschee (arabisch جامع الخلفاء, DMG Ǧāmiʿ al-Ḫulafāʾ) steht in Bagdad und ist aus der Abbasidenzeit.
Die Moschee geht auf den 17. Abbasiden-Kalifen al-Muktafi zurück, der sie als Freitagsmoschee für die weitläufige Schlossanlage von ihm und seinem Vater al-Mu'tadid bi-'llah in Auftrag gegeben hatte. Aus diesem Grund wird sie oft auch al-Qasr-Moschee (arabisch: جامع القصر, DMG Ǧāmiʿ al-Qaṣr ‚Moschee des Palastes‘) genannt. Später erhielt der Sakralbau den heutigen Namen „Moschee der Kalifen“ (al-Chulafā'-Moschee). Die alte sunnitische Moschee, die in den Jahren von 902 bis 908 erbaut wurde, ist eines der historischen Wahrzeichen der Stadt Bagdad. Die Mongolen zerstörten sie im Jahr 1258 unter Hulagu Khan. Der Wiederaufbau begann mit der Moschee im Jahr 1272 und endete mit dem Minarett im Jahr 1279. Sie wurde in den Reiseberichten von Ibn Battuta bei seinem Besuch von Bagdad im Jahr 1327 erwähnt.
Die Moschee wurde im Jahr 1957 ein zweites Mal zerstört. Allerdings blieb das Suq-al-Ghazl-Minarett erhalten, das – zusammen einer zeitweise bestehenden osmanischen Moschee des Suq al-Ghazl – vom benachbarten Wollmarkt seinen Namen erhalten hatte. In den Jahren von 1960 bis 1964 rekonstruierte Mohammed Makiya den Sakralbau unter Verwendung von Beton und restaurierte das baufällige Minarett, was bereits seit dem Jahr 1917 in Planung war. Die Kuppel des Neubaus wird von acht Betonstützen getragen. Sie ist 7 Meter hoch, die darunter befindliche Gebetshalle weitere 14 Meter. Der zentrale Andachtsraum bietet aufgrund der beengten Verhältnisse nur zirka 50 Personen Platz zum Gebet, was der Architekt so kommentierte, dass er „eine Kathedrale auf einem Grundstück baute, auf dem nicht mehr als eine Kapelle Platz fand“. Das Neubauprojekt wurde daher vor allem als „Inszenierung des Minaretts“ konzipiert.
Der auffälligste Teil ist das 34 Meter hohe Minarett, das noch aus der Abbasidenzeit erhalten ist. Es ist zugleich der einzige Originalbestandteil der Moschee aus dieser Zeit. Es befindet sich an der südöstlichen Ecke der Anlage, erbaut aus Ziegeln und Mörtel. Das Minarett und sein zwölfseitiges Fundament, das einzige im Irak, sind mit Muqarnas verziert. Der Rahmen des Minaretts weist Gravuren aus kufischen Inschriften und islamischen geometrischen Mustern auf. Das Restaurierung des Minaretts erwies sich als wenig erfolgreich. Seit dem Jahr 2017 besteht die Besorgnis über seinen möglichen Einsturz aufgrund der mangelnden Wartung, die angeblich auf die sektiererische Kluft zwischen der sunnitischen Moschee und der schiitischen Mehrheitsregierung zurückzuführen sein soll. Bei Anschlägen auf den benachbarten Markt 25. Januar 2017 und bei der Platzierung einer Autobombe in der Nähe des Sakralbaus am 31. Januar 2017 erlitt auch die Moschee Schäden. Durch Lecks an einem Abwasserkanal und im Fundament dringt Wasser ein, was die Stabilität des Minaretts beeinträchtigte, so dass es sich zu neigen begann. Wegen der Neigung des Minaretts ist die Moschee bei den Einheimischen besser als al-Ahdab (arabisch: الأحدب) bekannt, was „der Bucklige“ bedeutet. Auch der Eingangsbereich mit persischem Bogen weist eine offensichtliche Schieflage auf. Der polygonale Betsaal ist mit einem Kuppeldach versehen.